# Ладо Сеидишвили
Ладо Сеидишвили (псевдоним, Владимир Османович Сеидишвили, 21 января 1931, Батуми — 27 февраля 2010, Тбилиси) — грузинский поэт и художник.

## Биография
Поэт и художник из Грузии, родился в городе Батуми,21 января 1931 года.
С 1956 по 1962 год Ладо Сеидишвили учился на факультете живописи в Академии искусств города Тбилиси.
Работал художником-редактором в Батумском издательстве и художником-архитектором филиала Тбилисского научно-исследовательского института в городе Батуми. С 1965 по 1971 год избирался председателем Союза художников Аджарии. В этот период были созданы картины «Чашники, 300 лет спустя», «Безотцовщина», «Лето», «Сбор урожая», «Иродиада».
Для Ладо Сеидишвили свойственна универсальная техника исполнения. В разные годы были написаны такие картины, как: «Автопортрет» (бумага, тушь), «Берег Батуми» (бумага, тушь), «Женский портрет» (графика), «Петре Ибери» (холст, масло), «Плод» (бумага, гуашь), «Саженец» (бумага, гуашь), «Сбор урожая» (картон, пастель, гуашь, уголь), «Теа» (картон, пастель, гуашь, уголь), «Этап жизни» (холст, масло), «Беатриче» (бумага, акварель, белила), «Большая добыча» (холст, масло).
Одна из его картин, «Рабочие из Батуми» (1966 год), является собственностью Спрингвилского художественного музея (США, штат Юта). Его директор, Верн Г. Свонсон, обозначил исполнительскую манеру, в которой написана картина, как советский импрессионизм. Эта манера, в целом оформившаяся в 50—70-годы XX века, захватила художников особенно при изображении так называемых «трудовых будней» — на заводе или на колхозном поле. Ладо Сеидишвили удалось найти свой способ изображения повседневных событий: он выбирал свои модели, исходя из собственных симпатий и эстетических представлений. Социалистический импрессионизм отличает и сама техника наносить краски на холст — они накладываются густыми мазками, рельефно и крупно. Но при этом какая гармония! Изображение грубого труда на картине «Рабочие из Батуми» перекликается с грубым, напористым мазком. Холст заслужил особое внимание и с согласия автора вошел в музейный каталог, который является учебным пособием для студентов изучающих зарубежную культуру. Позже картина «Рабочие из Батуми» была опубликована в книге «Советский импрессионизм», изданной в Лондоне художественным музеем в Гриффите.
В 1981 году в журнале «Искусство» была напечатана картина «Безотцовщина».
Ладо Сеидишвили одновременно работал над графикой для собственных книг (эскиз для обложки книги «Страсти и нравы», 1995 г. и многих других) и в Батумском театре (Грузинский батумский театр имени И. Чавчавадзе) художником-декоратором, занимался сценографией. Оформление мастер сделал к спектаклям «Глаз честности», «Бравый солдат Швейк». За сценографию в спектакле «Седьмое небо» (1975 год) художник был отмечен специальным дипломом.
Разнообразны и поэтические творения Ладо Сеидишвили. Первая книга была выпущена в 1956 году. Затем были изданы — «Собрание стихотворений» (1961 г.), «Шум солнца» (1963 г.), «Елеса» (1969 г.), «Адамово яблоко», однотомник стихов в 2001 году, «Реквием» (2005 г.) и другие. Одним из немногих, кто занимался переводом с грузинского произведений Ладо Сеидешвили, был Юрий Юрченко, поэт, драматург, актер.
Среди всех устойчивых стихотворных форм, распространенных на разных этапах истории грузинского стихосложения, сонет является сегодня самым популярным. В истории и теории сонета значительным явлением считается «венок сонетов», объединяющий сонет-магистраль и составленные из его стоп 14 сонетов. Несмотря на широкое распространение сонета в Грузии 10-20-х годов XX века, такой формы — «венка сонетов» — не было. Венок сонетов — это весьма трудная поэтическая форма, требующая от поэта исключительного мастерства (особенно в подборе выразительных рифм). Впервые «венок сонетов» появился в грузинской поэзии в 70-е годы. И одним из первых, кто обратился к такой форме, стал Ладо Сеидишвили.
В 2001 году за внесение большого вклада в грузинскую литературу и в связи с семидесятилетним юбилеем Ладо Сеидишвили был награждён премией Мемеда Абашидзе.
Многогранное творчество художника и поэта, где он стремился применить все свои дарования, не знало границ. Он живописец и театральный художник, архитектор и поэт, во многих отношениях выступал как новатор.
Ладо Сеидишвили скончался 27 февраля 2010 года в Тбилиси, где жил последние годы, и похоронен в Пантеоне писателей и общественных деятелей в Батуми.

## Семья
- Супруга — Тина Ясоновна Сеидишвили, дочь известного советского писателя, журналиста, корреспондента журнала «Крокодил» Ясона Герсамия

Дети:
- Тамрико Сеидишвили
- Нато Сеидишвили, сотрудница литературного музея им. Георгия Леонидзе, в Тбилиси (Грузия)

## Из библиографии
1. Избранное / Ладо Сеидишвили, 174 с. 1 л. портр. 16 см, Батуми Сабчота Аджара, 1983 г.[6]
2. Стихи / Ладо Сеидишвили, 71 с. 17 см, Батуми Сабчота Аджара, 1979.[6]
3. Стихи, лирическая поэма / Ладо Сеидишвили, 99,[3] с. 17 см, Батуми Сабчота Аджара, 1990.[6]
4. Сеидишвили Ладо [Сеидишвили В. О.]. «Стихотворения и лирические поэмы». Подстрочный перевод с грузинского языка.[7]